# Vereinigte Vaterländische Verbände Deutschlands
Vereinigte Vaterländische Verbände Deutschlands (VVVD) war der Name eines Zusammenschlusses verschiedener rechtsgerichteter Organisationen zur Zeit der Weimarer Republik.

## Vorgeschichte
Nach der Novemberrevolution 1918 bildeten sich zahlreiche rechtsgerichtete paramilitärische Verbände, Kampfbünde und getarnte Nachfolger der Freikorps. Schon in den ersten Jahren der Weimarer Republik gab es Bestrebungen, die in sich zerstrittenen und zersplitterten Organisationen zu vereinigen. Im Rahmen der Debatte zur Kriegsschuldfrage wurde 1921 ein kurzlebiger Arbeitsausschuss Deutscher Verbände gegründet, der nach eigenen Angaben 600 Teilorganisationen umfasste.
In Bayern bildeten sich bereits 1922 unter dem Schirmherren Erich Ludendorff die Vereinigten Vaterländischen Verbände Bayerns, die noch im selben Jahr, inspiriert von Benito Mussolinis Marsch auf Rom, einen Marsch auf Berlin planten. Gustav von Kahr, Anhänger der Vereinigung, wurde Generalstaatskommissar. Im Vorfeld des Hitlerputsches von 1923 zögerte Kahr, sich der Sache anzuschließen und wurde von Hitler zum Mittun gezwungen. Kahr widerrief dies aber bald, was letztlich zur Niederschlagung des Putsches beitrug.

## Gründung

Fritz Geisler stand bis 1925 an der Spitze der Organisation

Es war dieses bayerische Vorbild, das auch auf Reichsebene die Bestrebungen eines Zusammenschlusses förderte. Die Vorbereitungen dazu waren im Dezember 1922 abgeschlossen.
Am 20. Januar 1923 hatten sich 140 „nationale Verbände“ und Vereine von ehemaligen Offizieren zu den Vereinigten Vaterländischen Verbänden Deutschlands offiziell zusammengeschlossen. Die Verbände gehörten zuvor meist drei Organisationen an, nämlich der Zentralstelle vaterländischer Verbände, der Arbeitsgemeinschaft vaterländischer Aufklärung und der Nationalen Einheitsfront.
Die Zentralstelle wurde 1917 gegründet und umfasste 50 einzelne Organisationen. Die Arbeitsgemeinschaft bestand aus 20 Teilgruppen. Die Einheitsfront war ein Ableger des Volksbundes gegen den Bolschewismus und hatte 100.000 Mitglieder.
Die VVVD standen dabei in der Tradition von Rechtsverbänden des Kaiserreichs und der Deutschen Vaterlandspartei der Kriegsjahre.
Dabei handelte es sich um ein lockeres Bündnis von Organisationen mit sehr unterschiedlichen Zielen. Darunter waren militaristische, völkische, antimarxistische oder antisemitische Gruppierungen. Einige strebten eine Restaurierung der Monarchie an, andere sahen ihr Ziel in einer Rechtsdiktatur.

## Entwicklung
Geleitet wurde die VVVD von einem Präsidium aus den Leitern der drei Gründungsverbände. Dabei übte aber Fritz Geisler, ein führender Vertreter der gelben Gewerkschaften, die eigentliche Führung aus.
In ihrem Gründungsjahr stand zunächst die Ruhrbesetzung im Zentrum der Verbandsaktivitäten. Es wurden Versammlungen abgehalten, Resolutionen verfasst und Demonstrationen organisiert. Dabei machte man die sozialdemokratischen Organisationen als angebliche Defätisten aus. Daher schuf der Verband eine eigene antimarxistische Propagandagruppe. Daneben wurden schwarze Listen von Personen erstellt, die mit den Besatzern zusammenarbeiteten und Femegerichte mit eingesetzt. Der Verband verlangte zu dieser Zeit eine militärische Diktatur unter Hans von Seeckt.
Der Verband hatte sich auch auf Reichsebene nicht am Hitlerputsch von 1923 beteiligt und war dadurch auch nicht durch ein Verbot betroffen. Er füllte daher vor allem 1924 die Lücke als Sprachrohr der radikalen Rechten aus, die durch das Verbot der NSDAP entstanden war.
Die VVVD bemühten sich 1924/25 vor allem um den Anschluss der Wehrverbände und der völkischen Parteien.
Dementsprechend weit gefasst waren nun auch die Ziele der Vereinigten Verbände. Dazu gehörte selbstverständlich die Revision des Friedensvertrages von Versailles zu deutschen Gunsten. Es wurde die Aufrüstung, die Rückkehr zu den Vorkriegsgrenzen und die Rückgabe der Kolonien gefordert. Innenpolitisch wollte man die Verfassung des Kaiserreichs wieder in Kraft setzen. Der Marxismus und der jüdische Geist sollten bekämpft werden. Man träumte von einem Großdeutschland auf völkisch-sozialer Grundlage durch den Anschluss von ausländischen Gebieten mit deutschen Minderheiten.
Während des Wahlkampfes im Mai 1924 strebte der Verband einen Rechtsblock an. Dieser sollte die DNVP, völkische Gruppen und den rechten Flügel der DVP umfassen. Die Parteien wurden gedrängt, Wahllisten aufzustellen, aus völkischen und nationalen Kandidaten bestanden. Folgten die Parteien diesen Bedingungen nicht, entzog die Vereinigung ihnen ihre Unterstützung. Diesem Muster folgte man auch in den Folgejahren.
Die DNVP stand zwar den Forderungen der Vereinigung durchaus aufgeschlossen gegenüber, folgte dieser aber nicht immer in der konkreten Politik. Während die VVVD den Dawes-Plan vehement ablehnten, stimmte die DNVP diesem zu. Im Jahr 1925 schlugen sie zunächst General von Seeckt als Kandidaten des nationalen Lagers für das Amt des Reichspräsidenten vor, hatten damit aber keinen Erfolg, da die Rechtsparteien Karl Jarres nominierten. Unwillig schwenkten auch die VVVD auf Jarres ein. Nachdem die Rechtsparteien im zweiten Wahlgang Paul von Hindenburg ins Rennen schickten, lehnten die VVVD dies anfangs ab, weil sie annahmen, dass bei einer Wahl Hindenburgs das Ansehen der Republik wachsen könnte. Letztlich blieb aber nichts anderes übrig, als sich hinter Hindenburg zu stellen.
Die VVVD waren ein entschiedener Gegner der außenpolitischen Verständigungspolitik von Gustav Stresemann. Mit anderen rechten Gruppierungen schloss man sich zu einem Aktionsbündnis zur Verhinderung der Ratifizierung der Verträge von Locarno zusammen. Allerdings gelang es nicht, ein wirklich geschlossenes Rechtsbündnis zu schaffen.

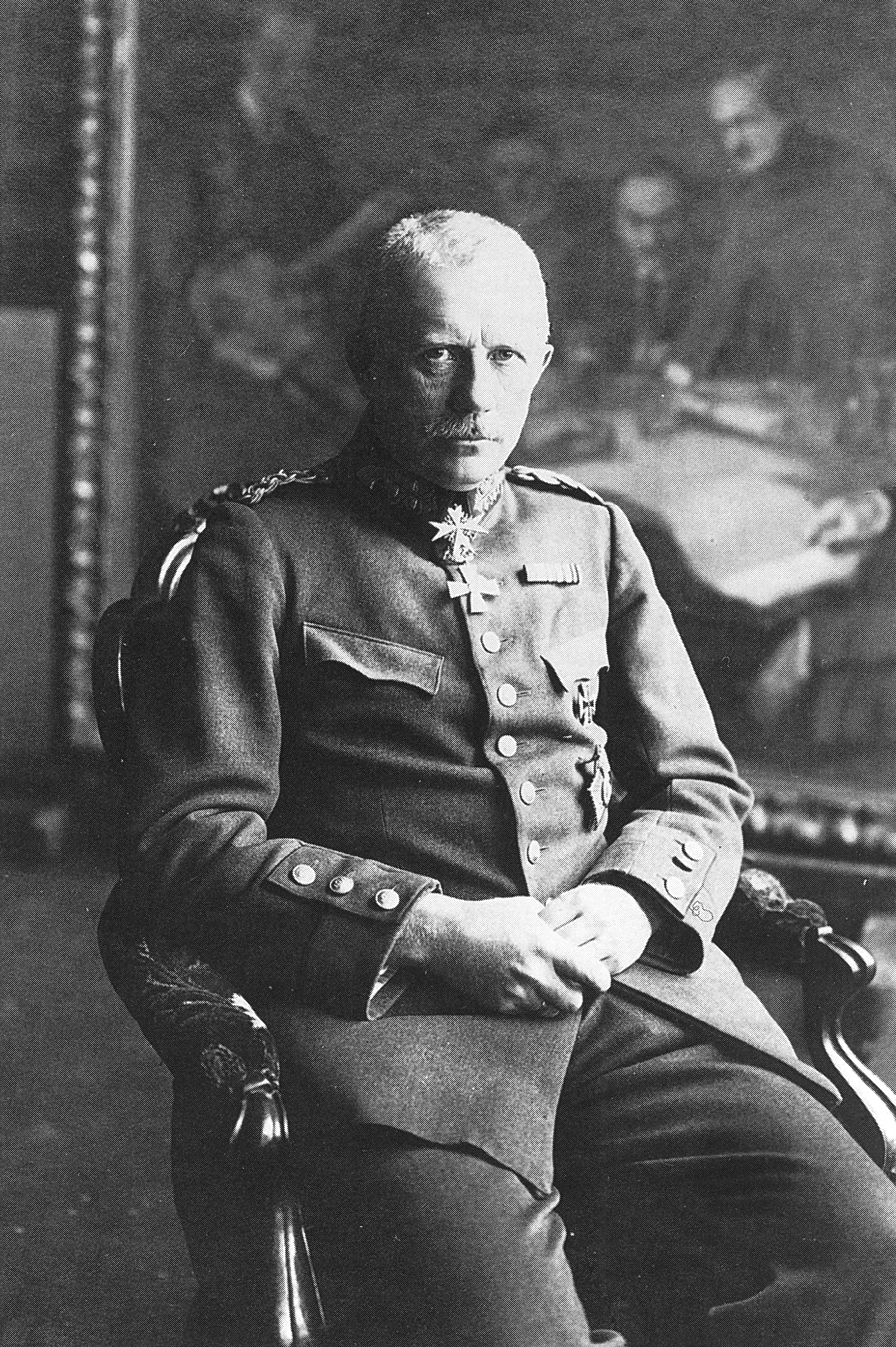
Rüdiger von der Goltz übernahm die Führung 1925 (Foto von 1918)

Auch gelang es nicht, die unbestrittene Führungsrolle im extrem rechten Lager zu erringen. Im Inneren gab es erhebliche Spannungen, die 1925 offen ausbrachen. Es handelte sich um einen Machtkampf zwischen dem Präsidenten Geisler und dem Führer des militärischen Flügels der Vereinigung Rüdiger von der Goltz, ein ehemaliger Freikorpsführer im Baltikum. Obwohl beide politisch der DNVP nahestanden, hatten sie unterschiedliche Positionen gegenüber dem völkischen Gruppierungen. Geisler stand diesen anders als von der Goltz mit wenig Sympathie gegenüber. Auch wollte dieser den militärischen Kräften einen breiteren Raum auch durch die Einbeziehung paramilitärischer Massenorganisationen einräumen. Die Militarisierung der Vereinigung lehnte Geisler ab und wollte vor allem die Arbeiter für die „nationale Sache“ gewinnen. Insofern ging es bei dem Machtkampf auch um die zukünftige Ausrichtung der Vereinigung. Dabei setzte sich von der Goltz durch.
Von der Goltz gelang es nicht, wie erhofft, eine Zusammenarbeit des eher DNVP nahen VVVD und der völkischen Parteien zustande zu bringen. Ebenso gelang es nicht die großen paramilitärischen Verbände an die Vereinigung heranzuführen. Mit dem jungdeutschen Orden kam es sogar zu heftigen, teilweise vor Gericht ausgefochtenen Auseinandersetzungen. Theodor Duesterberg war zwar Mitglied des Präsidium aber nicht in seiner Eigenschaft als führende Person des Stahlhelm. Der Bund Wiking unter Hermann Ehrhardt schloss sich an, besaß aber schon keine Bedeutung mehr.
Anders als gedacht übernahm nicht der VVVD die Führungsrolle der „nationalen Opposition“, sondern diese lag seit 1926/27 beim Stahlhelm. Im Jahr 1929 war der Einfluss der Vereinigung so stark gesunken, dass sogar überlegt wurde die Organisation aufzulösen.
Insgesamt waren die Ziele zu diffus und widersprüchlich, als dass die Vereinigung eine wirklich starke politische Rolle spielen konnte. Hinzu kam der notorische Egoismus der Mitgliedsorganisationen.
Gleichwohl spielten die VVVD im rechten Spektrum weiter eine gewisse Rolle. So waren sie eine der Gruppierungen, die 1929 die Kampagne gegen den Young-Plan mittrugen. Politisch unterstützten die VVVD die DNVP und die NSDAP. Sie waren 1931 an der Harzburger Front beteiligt und warben 1932 bei der Reichspräsidentenwahl für Adolf Hitler.
Nach dem Beginn der nationalsozialistischen Herrschaft wurden die VVVD aufgelöst.